# Toone
Toone é uma cidade  localizada no estado norte-americano de Tennessee, no Condado de Hardeman.

## Demografia
Segundo o censo norte-americano de 2000, a sua população era de 330 habitantes.
Em 2006, foi estimada uma população de 357, um aumento de 27 (8.2%).

## Geografia
De acordo com o United States Census Bureau tem uma área de
2,1 km², dos quais 2,1 km² cobertos por terra e 0,0 km² cobertos por água.

## Localidades na vizinhança
O diagrama seguinte representa as localidades num raio de 20 km ao redor de Toone.